# Eberhard Layher
Eberhard Layher (* 8. September 1921 in Brackenheim; † 30. Dezember 2012 in Eibensbach) war ein deutscher Erfinder und Konstrukteur von Gerüstsystemen, Unternehmer, Sammler von Zeugnissen der Technikgeschichte und von Musikautomaten sowie Initiator und Gründer des Technik-Museums Sinsheim und des Technik-Museums Speyer. Die Leitung der Museen übergab er später seinem Sohn Hermann Layher.

## Leben
Kurz nach seiner Geburt zog er mit seinen Eltern und seinen zwei Geschwistern nach Stuttgart, wo sein Vater Wilhelm Layher verschiedene Unternehmungen betrieb. Nach Abschluss seiner kaufmännischen Ausbildung im Jahre 1938 verpflichtete er sich für den Reichsarbeitsdienst. 1941 wurde er im Alter von 20 Jahren zur Wehrmacht einberufen, um als Fernmelder im Russlandfeldzug zu dienen.
Das Elternhaus in Stuttgart wurde 1944 Opfer eines Bombenangriffs und die Familie war gezwungen, nach Eibensbach ins Zabergäu zurückzukehren, wo sein Vater Wilhelm Layher 1945 ein Unternehmen zur Herstellung landwirtschaftlicher Geräte und Leitern aus Holz einrichtete. Im Zuge des wirtschaftlichen Aufschwungs erkannte der Holzkaufmann jedoch schnell den Bedarf an Baugerüsten und spezialisierte sich bereits 1948 auf die Produktion von Leitergerüsten. Ebenfalls im Unternehmen tätig waren die Tochter Ruth Langer sowie die zwei Söhne Eberhard und Ulrich Layher, welche die Geschäfte nach dem Tod des Firmengründers im Jahr 1962 erfolgreich weiterführten. Unter ihrer Leitung entwickelte sich Layher zum größten Hersteller von Systemgerüsten: Mit dem Blitz Gerüst 1965 und dem Allround Gerüst 1974 wurden während dieser Zeit nicht nur die bis heute maßgebenden Systeme auf den Markt gebracht, sondern es folgten ab 1970 auch die ersten Schritte in Richtung Internationalisierung – mit Tochtergesellschaften in den Niederlanden, in Frankreich und der Schweiz.

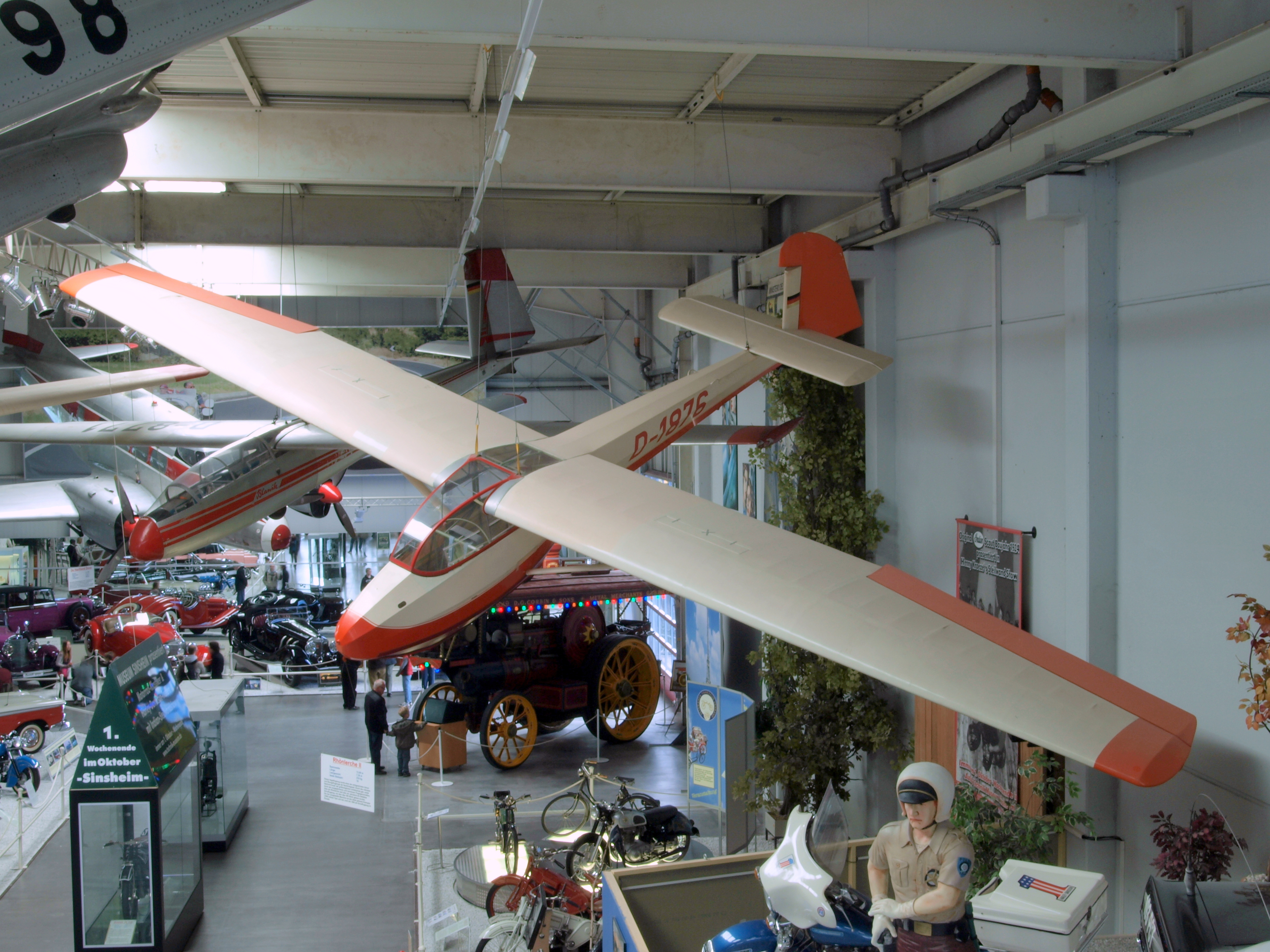
Auto- und Technikmuseum Sinsheim

Mit 66 Jahren entschloss sich Eberhard Layher aus dem Unternehmen auszuscheiden. Er widmete sich fortan seinen Immobiliengeschäften. Daneben war er auch Hauptinitiator der Messe Sinsheim. 1981 begann er mit dem Aufbau des Auto- und Technikmuseum in Sinsheim. 1990 erwarb er das ehemalige Gelände der Pfalz-Flugzeugwerke in Speyer, das zuvor mehrere Jahrzehnte lang als Kaserne genutzt worden war, und eröffnete dort den zweiten Standort seines Museums – das Technikmuseum Speyer. Er verstarb am 30. Dezember 2012 in Eibensbach.
Von 1957 bis 1975 war Layher Mitglied des Güglinger Gemeinderats.

## Ehrungen
- Ehrenring der Stadt Güglingen[3]
- 1980: Bundesverdienstkreuz am Bande
- 2001 verlieh ihm Sinsheim als Initiator von Museum und Messe die Karl-Wilhelmi-Ehrenmünze und widmete ihm im selben Jahr die Eberhard-Layher-Straße[4] direkt am Museum.
- 20. Oktober 2001: Verdienstmedaille der Stadt Speyer, Begründung: „Eberhard Layher hat mit der Ansiedlung und dem Ausbau des Technikmuseums in Speyer die Domstadt um eine kulturelle Attraktion bereichert. Museum und Imax-Kino haben sich zu Publikumsmagneten für Speyer und die Region entwickelt und das kulturelle Profil und die touristische Anziehungskraft der Domstadt eindrucksvoll gesteigert. Eberhard Layhers Unternehmergeist ist es zu verdanken, dass Baudenkmäler wie Liller Halle und Wilhelmsbau, die für Speyer ein Stück Identität darstellen, erhalten werden konnten und in neuem Glanz erstrahlen. Eberhard Layher hat sich in besonderer Weise um die Stadt Speyer und die Belange der Allgemeinheit verdient gemacht.“